# Molécule naphténique
Une « molécule naphténique » est un terme impropre qui désigne un hydrocarbure trouvé en quantité dans la coupe pétrolière appelée « naphta ».
Ces molécules ne sont pas à confondre avec le naphtalène (en anglais : naphthalene), de formule brute C10H8.